# Señorío de Cadaval
El señorío de Cadaval fue un dominio portugués, creado por diploma durante la cancillería de Juan I de Portugal, el 30 de abril de 1388 a favor de Pedro de Castro, vasallo del rey, otorgándole la concesión «del lugar de Cadaval con todas las aldeas del término [...]  con todos sus derechos de alquileres, foros y pertenencias», territorios para entonces propiedad de la corona de Portugal.
La concesión fue justificada entonces por el rey como una compensación a su vasallo por su concesión de Salvatierra. Sin embargo, diez años después el rey ofrecería una versión distinta de los hechos, afirmando que él y su esposa, la reina  Filipa, cedieron «su» aldea de Cadaval, junto con Campores y Penela, a cambio de recibir de Pedro la villa de Salvatierra y el Castillo de São Martinho, que estaban en Galicia .

## Señores de Cadaval

### Pedro de Castro, I señor de Cadaval
Nació en 1340, llamado "el tuerto", era hijo de Álvaro Pérez de Castro, Conde de Arraiolos, Conde de Viana (da Foz do Lima), hermano de Inés de Castro y primer condestable de Portugal. Su madre fue María Ponce de León, hija de Pedro Ponce de León el Viejo, señor de Marchena. Contrajo matrimonio con Leonor de Meneses, hija de Juan Alfonso Tello, IV conde de Barcelos y I conde de Ourém, y fue sepultado junto con sus padres en la capilla de Santa Catalina del convento de Santo Domingo de Lisboa.

### Juan de Castro, II señor de Cadaval
Nació en 1370 y se casó con Leonor de Acuña y Girón, viuda de João das Rules, con quien solo tuvo una descendiente, Juana de Castro, su única heredera.

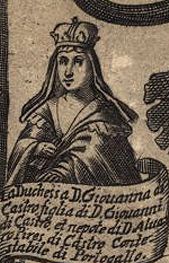
Juana de Castro, duquesa de Braganza

### Juana de Castro, III señora de Cadaval y Peral y duquesa de Braganza
Nació en 1410 en la población de Cadaval y falleció el 14 de febrero de 1479 en Lisboa, siendo enterrada en el Convento de Carmo. En 1429 se casó con Fernando I de Braganza, lo cual significó la unión del linaje de Cadaval con el linaje de Braganza. Tuvo nueve hijos, siendo su sucesor en el señorío su cuarto hijo varón, Álvaro de Braganza.

### Álvaro de Braganza, IV señor de Cadaval y Peral
Nació en Ceuta en 1439 y murió en Segovia en 1503. A partir de 1483 se exilió en Castilla y allí empezó a servir a los Reyes Católicos. Se casó en 1479 con Felipa de Melo-Manuel de Villena y Meneses, señora de Ferreira de Aves y única descendiente y heredera de Rodrigo de Melo, I conde de Olivenza. De este matrimonio descienden los duques de Cadaval. Sin embargo, cabe aclarar que el ducado solo fue creado en 1648 y antes de eso, se siguió utilizando el título de señorío. 
En la descendencia de Álvaro, también están los títulos de marqués de Ferreira, conde de Tentúgal y duque de Cadaval en Portugal; y en España, marqués de Vellisca, conde de Gelves, y duque de Veragua.

### Rodrigo de Melo, V señor de Cadaval y Peral
Miembro de la casa de Braganza, nació en 1468 y falleció en Évora en 1545. Además de ser el V señor de Cadaval y Peral, fue II señor de Tentúgal, Póvoa y Buarcos, VI señor de Ferreira de Aves y V señor de Arega. Además, por decreto de Manuel I de Portugal, en 1504 se convirtió en el primer cConde de Tentúgal y primer marqués de Ferreira en 1533 por decreto del rey Juan III de Portugal.

### Francisco de Melo, VI señor de Cadaval
Era el tercer hijo de Rodrigo de Melo y de Leonor de Almeida y Pereira, por lo que fue el II marqués de Ferreira. Casado en 1549 con Eugenia de Braganza (1525-1559), hija del duque Jaime I de Braganza. 

### Nuno Álvares Pereira de Melo, VII señor de Cadaval
Era hijo de Francisco de Melo y de Eugenia de Braganza, por lo que fue el III conde de Tentúgal y el VII señor de Cadaval. Casado con Mariana de Moscoso Osorio y Castro, hija de Rodrigo de Moscoso Osorio, IV conde de Altamira y de Isabel de Castro y Andrade.